# MAZ-103

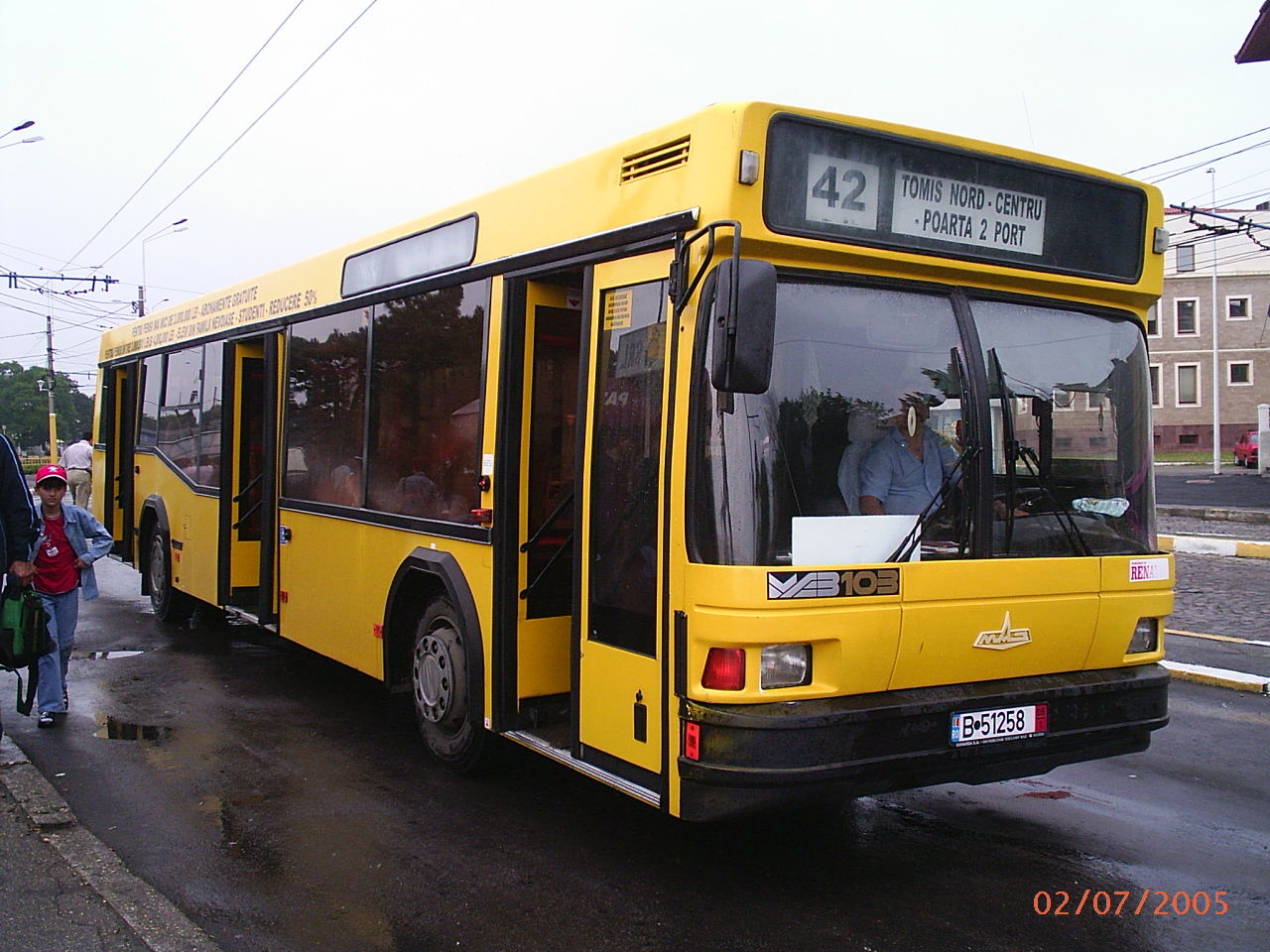
Autobus MAZ-103 della RATC sulla linea 42 a Costanza in Romania

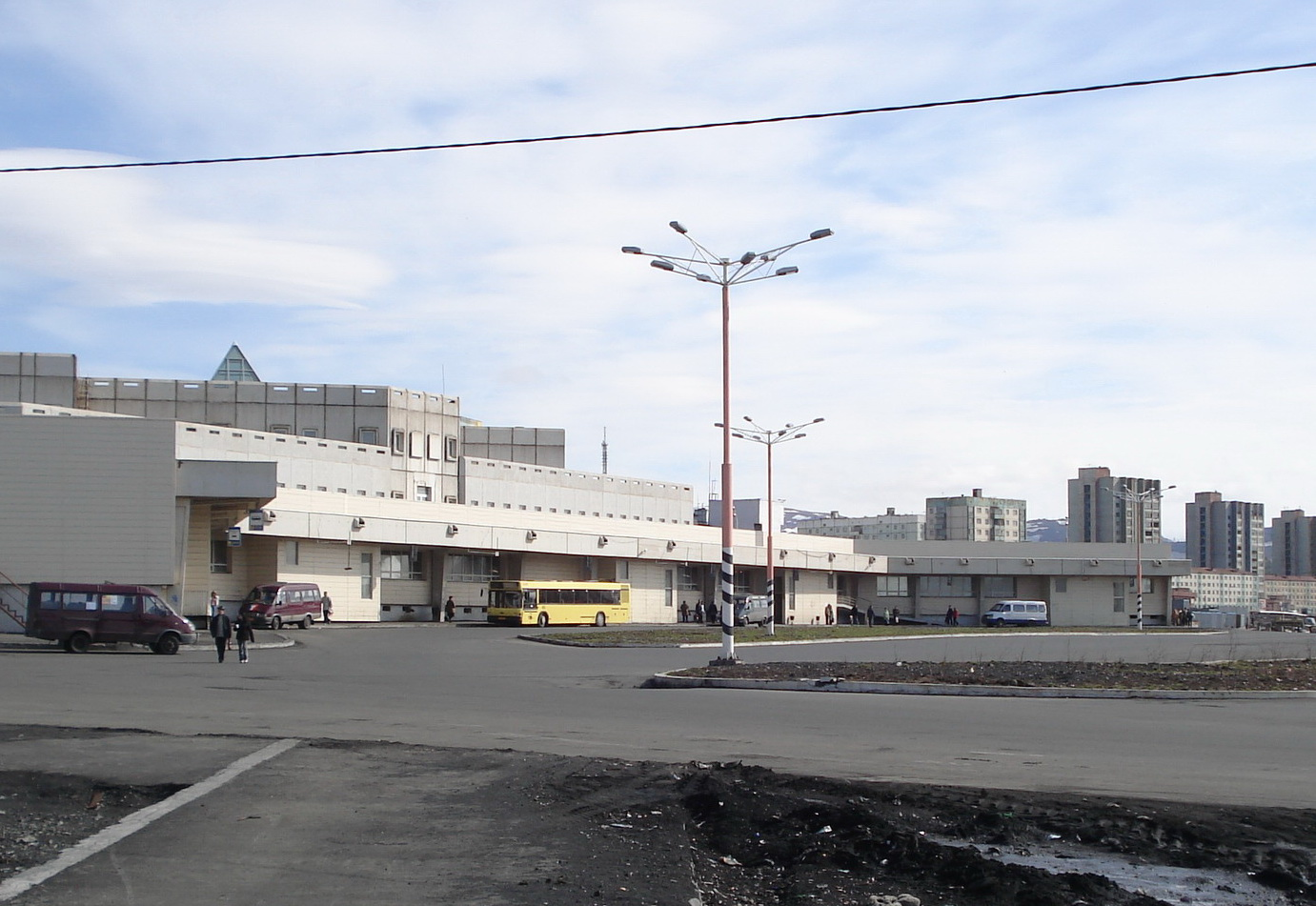
Autobus MAZ-103 in servizio a Noril'sk, Territorio di Krasnojarsk, Russia.

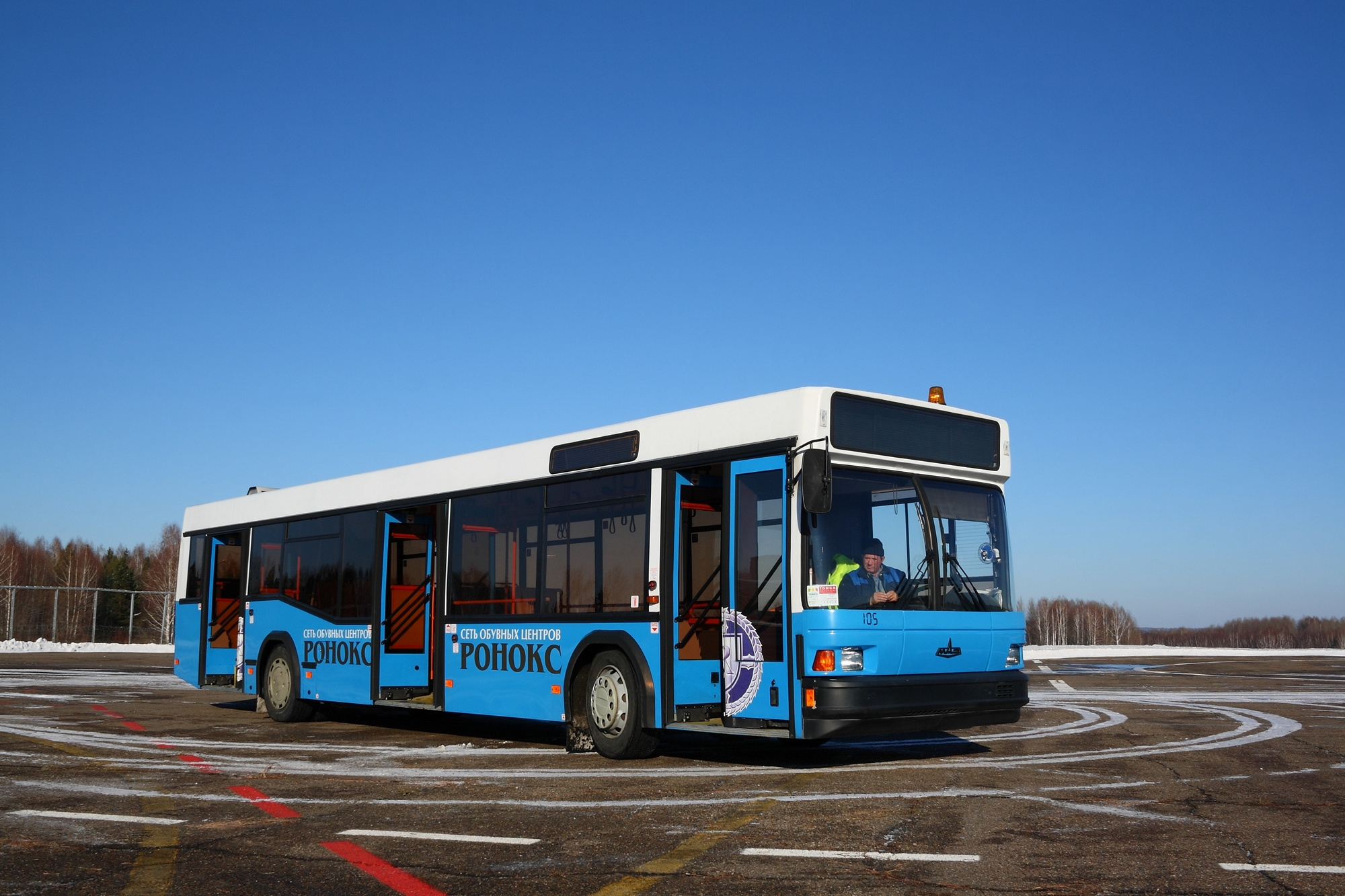
Autobus MAZ-103 in servizio all'aeroporto di Tomsk.

MAZ-103 è un modello di autobus realizzato in Bielorussia a partire dal 1996.

## Generalità
L'industria costruttrice è denominata Minskij Avtomobil'nyj Zavod (MAZ), ed opera a Minsk, capitale della Bielorussia.

## Caratteristiche
Il MAZ-103 è un autobus a due assi con guida a sinistra, lungo circa dodici metri e con tre porte rototraslanti; ha un aspetto moderno sia per i grandi finestrini contigui e variamente sagomati lungo la fiancata, sia per il parabrezza rettangolare leggermente bombato e diviso in due parti, sormontato da un display indicante il numero di linea ed il percorso. Dal lato meccanico montano motori sia Mercedes-Benz, che Deutz.

## Diffusione
Il modello è molto diffuso nel mercato dell'Europa orientale, ex repubbliche sovietiche e parte dei Balcani.

## Versioni
A partire dal 1999 la MAZ ha realizzato anche un analogo modello filoviario, denominato MAZ-103T, utilizzato prevalentemente in Bielorussia (Minsk).